# Nuilerveld
Het Nuilerveld is een natuurgebied in de Nederlandse provincie Drenthe. Het terrein ligt ten noordoosten van het Drentse dorp Pesse in de gemeente Hoogeveen. Het is ongeveer 60 ha groot en in bezit van Het Drentse Landschap. De naam verwijst naar de buurtschap Nuil. Binnen het natuurgebied liggen een aantal begroeide stuifduinen die door de provincie Drenthe zijn aangewezen als aardkundig monument.